# Onthophagus baoule
Onthophagus baoule là một loài bọ cánh cứng trong họ Bọ hung (Scarabaeidae).